# President de Panamà
El President de Panamà és el cap d'Estat, cap de govern i cap del Poder Executiu de Panamà. És elegit per la població per un període de 5 anys.

## Governant de l'Estat Lliure de l'Istme (1840 - 1841)
- General Tomás Herrera (* 1804 - † 1854): Cap Civil Superior entre el 18 de novembre de 1840 i el 20 de març de 1841, Cap Superior de l'Estat entre el 20 de març i el 8 de juny de 1841 i President entre el 8 de juny i el 31 de desembre de 1841.

## President del Consell Municipal i Primer Presidentde facto(1903)
- Demetrio H. Brid: 3 de novembre de 1903 - 4 de novembre de 1903.

## Membres de la Junta Provisional de govern (1903 - 1904)
- José Agustín Arango, Tomás Arias i Federico Boyd: 4 de novembre de 1903 - 20 de febrer de 1904

## Presidents de Panamà (1904 - actualitat)
| Nom                            | Naixement - Mort                                    | Periòde de govern                               |
| ------------------------------ | --------------------------------------------------- | ----------------------------------------------- |
| Manuel Amador Guerrero         | (* 30 de juny de 1833, † 2 de maig de 1909)         | 20 de febrer de 1904 - 1 d'octubre de 1908      |
| José Domingo de Obaldía        | (* 30 de gener de 1845, † 1 de març de 1910)        | 1 d'octubre de 1908 - 1 de març de 1910         |
| Carlos Antonio Mendoza¹        | (* 31 d'octubre de 1856, † 13 de febrer de 1916)    | 1 de març de 1910 - 1 d'octubre de 1910         |
| Federico Boyd¹                 | (* 24 de setembre de 1851, † 25 de maig de 1924)    | 1 d'octubre de 1910 - 5 d'octubre de 1910       |
| Pablo Arosemena Alba¹          | (* 24 de setembre de 1836 † 19 d'agost de 1920)     | 5 d'octubre de 1910 - 1 d'octubre de 1912       |
| Belisario Porras Barahona      | (* 28 de novembre de 1856, † 28 d'agost de 1942)    | 1 d'octubre de 1912 - 1 d'octubre de 1916       |
| Ramón Maximiliano Valdés       | (* 13 d'octubre de 1867, † 3 de juny de 1918)       | 1 d'octubre de 1916 - 3 de juny de 1918         |
| Ciro Luis Urriola¹             | (* 1863, † 1922)                                    | 4 de juny de 1918 - 1 d'octubre de 1918         |
| Pedro Antonio Díaz¹            | (* 5 de juliol de 1852, † 8 de maig de 1919)        | 1 d'octubre de 1918 - 12 d'octubre de 1918      |
| Belisario Porras Barahona      | (* 28 de novembre de 1856, † 28 d'agost de 1942)    | 12 d'octubre de 1918 - 30 de gener de 1920      |
| Ernesto Tisdel Lefevre¹        | (* 1876, † 1922)                                    | 30 de gener de 1920 - 1 d'octubre de 1920       |
| Belisario Porras Barahona      | (* 28 de novembre de 1856, † 28 d'agost de 1942)    | 1 d'octubre de 1920 - 1 d'octubre de 1924       |
| Rodolfo Chiari                 | (* 15 de novembre de 1869, † 16 d'agost de 1937)    | 1 d'octubre de 1924 - 1 d'octubre de 1928       |
| Florencio Harmodio Arosemena   | (* 17 de setembre de 1872, † 30 d'agost de 1945)    | 1 d'octubre de 1928 - 3 de gener de 1931        |
| Ricardo J. Alfaro¹             | (* 20 d'agost de 1882, † 20 de febrer de 1971)      | 16 de gener de 1931 - 5 de juny de 1932         |
| Harmodio Arias Madrid          | (* 3 de juliol de 1886, † 1963)                     | 5 de juny de 1932 - 1 d'octubre de 1936         |
| Juan Demóstenes Arosemena      | (* 24 de juny de 1879, † 1939)                      | 1 d'octubre de 1936 - 16 de desembre de 1939    |
| Ezequiel Fernández Jaén¹       | (* 3 de març de 1886, † 26 de març de 1946)         | 16 de desembre de 1939 - 18 de desembre de 1939 |
| Augusto Samuel Boyd¹           | (* 1 d'agost de 1879, † 17 de juny de 1957)         | 18 de desembre de 1939 - 1 d'octubre de 1940    |
| Arnulfo Arias Madrid           | (* 15 d'agost de 1901, † 10 d'agost de 1988)        | 1 d'octubre de 1940 - 9 d'octubre de 1941       |
| Ricardo Adolfo de la Guardia   | (* 14 de març de 1899, † 29 de desembre de 1969)    | 9 d'octubre de 1941 - 15 de juny de 1945        |
| Enrique A. Jiménez²            | (* 1888, † 28 d'abril de 1970)                      | 15 de juny de 1945 - 7 d'agost de 1948          |
| Domingo Díaz Arosemena         | (* 25 de juny de 1875, † 23 d'agost de 1949)        | 7 d'agost de 1948 - 28 de juliol de 1949        |
| Daniel Chanis Pinzón           | (* 20 de novembre de 1892, † 2 de gener de 1961)    | 28 de juliol de 1949 - 20 de novembre de 1949   |
| Roberto Francisco Chiari Remón | (* 2 de març de 1905, † 1 de març de 1981)          | 20 de novembre - 24 de novembre de 1949         |
| Arnulfo Arias Madrid           | (* 15 d'agost de 1901, † 10 d'agost de 1988)        | 24 de novembre de 1949 - 9 de maig de 1951      |
| Alcibíades Arosemena           | (* 20 de novembre de 1883, † 8 d'abril de 1958)     | 9 de maig de 1951 - 1 d'octubre de 1952         |
| José Antonio Remón Cantera     | (* 1908, † 2 de gener de 1955)                      | 1 d'octubre de 1952 - 2 de gener de 1955        |
| José Ramón Guizado Valdés      | (* 1899, † 1964)                                    | 2 de gener de 1955 - 29 de març de 1955         |
| Ricardo Arias Espinosa         | (* 5 d'abril de 1912, † març de 1993)               | 29 de març de 1955 - 1 d'octubre de 1956        |
| Ernesto de la Guardia          | (* 30 de març de 1904, † 1983)                      | 1 d'octubre de 1956 - 1 d'octubre de 1960       |
| Roberto Francisco Chiari Remón | (* 2 de març de 1905, † 1 de març de 1981)          | 1 d'octubre de 1960 - 1 d'octubre de 1964       |
| Marco Aurelio Robles           | (* 8 de novembre de 1905, † 19 d'abril de 1990)     | 1 d'octubre de 1964 - 1 d'octubre de 1968       |
| Arnulfo Arias Madrid           | (* 15 d'agost de 1901, † 10 d'agost de 1988)        | 1 d'octubre de 1968 - 11 d'octubre de 1968      |
| José María Pinilla             | (* 28 de novembre de 1919, † 10 d'agost de 1979)    | 12 d'octubre de 1968 - 18 de desembre de 1969   |
| Demetrio Basilio Lakas         | (* 29 d'agost de 1925, † 1999)                      | 19 de desembre de 1969 - 11 d'octubre de 1978   |
| Arístides Royo                 | (* 14 d'agost de 1940)                              | 11 d'octubre de 1978 - 31 de juliol de 1982     |
| Ricardo de la Espriella        | (* 5 de setembre de 1934)                           | 31 de juliol de 1982 - 13 de febrer de 1984     |
| Jorge Illueca                  | (* 7 de setembre de 1918 - † 3 de maig de 2012)     | 13 de febrer de 1984 - 11 d'octubre de 1984     |
| Nicolás Ardito Barletta        | (* 21 d'agost de 1938)                              | 11 d'octubre de 1984 - 28 de setembre de 1985   |
| Eric Arturo Delvalle           | (* 2 de febrer de 1937)                             | 28 de setembre de 1985 - 26 de febrer de 1988   |
| Manuel Solís Palma             | (* 3 de desembre de 1917 - † 6 de novembre de 2009) | 26 de febrer de 1988 - 1 de setembre de 1989    |
| Francisco A. Rodríguez         | (* 24 de novembre de 1938)                          | 1 de setembre de 1989 - 20 de desembre de 1989  |
| Guillermo Endara               | (* 12 de maig de 1936, † 28 de setembre de 2009)    | 20 de desembre de 1989 - 1 de setembre de 1994  |
| Ernesto Pérez Balladares       | (* 29 de juny de 1946)                              | 1 de setembre de 1994 - 1 de setembre de 1999   |
| Mireya Moscoso                 | (* 1 de juliol de 1946)                             | 1 de setembre de 1999 - 1 de setembre de 2004   |
| Martín Torrijos                | (* 18 de juliol de 1963)                            | 1 de setembre de 2004 - 1 de juliol de 2009     |
| Ricardo Martinelli             | (* 11 de març de 1952)                              | 1 de juliol de 2009 - 1 de juliol de 2014       |
| Juan Carlos Varela             | 12 de desembre de 1963                              | 1 de juliol de 2014 - actualitat                |

Notes
1. ↑  President de la Junta Provisional
2. ↑  en el poder
3. ↑  Provisional

- Entre 1968 i 1989, el cap la Guarda Nacional era el governant de facto. Així, Omar Torrijos Herrera (entre l'11 d'octubre de 1968 i el 31 de juliol de 1981), Florencio Flores Aguilar (entre el 31 de juliol de 1981 i el 3 de març de 1982), Rubén Darío Paredes (entre el 3 de març de 1982 i el 12 d'agost de 1983) i Manuel Noriega (entre el 12 d'agost de 1983 i el 20 de desembre de 1989), van ser qui van governar, indirectament, el país.